# Ypsilon2 Cassiopeiae
Ypsilon² Cassiopeiae (Castula, υ² Cas) – gwiazda w gwiazdozbiorze Kasjopei, znajdująca się w odległości około 200 lat świetlnych od Słońca.

## Nazwa
Gwiazda ta ma nazwę własną Castula, która pochodzi z łaciny i oznacza rodzaj halki, część stroju postaci królowej Kasjopei. Międzynarodowa Unia Astronomiczna w 2017 roku formalnie zatwierdziła użycie nazwy Castula dla określenia tej gwiazdy.

## Charakterystyka
Jest to żółty olbrzym należący do typu widmowego G8. Gwiazda ta jest osobliwa chemicznie, uboższa w żelazo niż Słońce.